# プジョー・403
プジョー・403はフランスの自動車メーカー・プジョーが1955年から1966年まで生産した中型乗用車である。
先行モデルの203同様、フランス車としては保守的で堅実な設計を特徴とする、信頼性・耐久性に優れた実用車で、着実に市場に受け入れられ、11年間にわたって生産された。

## 概要
戦後のプジョーの唯一の生産車種であった203のやや上級の後継車種として登場した。
最大の特徴は、前後フェンダーが車体の一部となった「ポンツーン型」「フラッシュサイド・スタイル」と呼ばれる戦後式の広幅ボディをようやく採用したことで、公表はされなかったが、次の404同様、 イタリアのカロッツェリア・ピニンファリーナのデザインとされている、車体寸法は203から僅かに大きくなっただけであるが、現代的なレイアウトによって居住性は203より遥かに改善された。また、ミシュランXスチールラジアルタイヤ・リクライニングシートが装備された。
エンジンは基本的に203の設計をベースにしているが、ボアを75mmから80mmに拡大して排気量を1,468ccに拡大、出力も58馬力/4,900rpmに増強され、最高速度は130km/hに引き上げられた。ヘッド回りは203独特の複雑な鋳造設計を廃止し、一般的なクロスフロー型弁配置として合理化されている。
同時期のフランス車の多くが早くも後輪に独立式・半独立式サスペンションを盛んに採用していた中、403はサスペンションも203のものを改良して用いたため、後輪は相変わらずコイル支持のトルクチューブ・ドライブ固定軸、ウォームギア駆動のファイナルギアであった。それでもデフケースはアルミ製となり、バネ下重量が大きくなりがちなトルクチューブ・ドライブの課題を軽減して、乗り心地を改善しようと工夫していた。

## バリエーションと変遷
当初のバリエーションは4ドアベルリーヌ（セダン・戦前からのプジョーの伝統に従い、スライディングルーフもオプション装備可能）だけであったが、1956年にはホイールベースが延長された5ドアのブレーク(ワゴン)、2ドアクーペ・カブリオレが追加された。
1958年には電磁クラッチがオプションで選択可能になった他、ブレークにはプジョー初の1,816cc48馬力/4,000rpmディーゼルエンジン付きが追加された。このモデルはその経済性が評価され、1959年にはベルリーヌにもディーゼルが追加された。元々プジョーは1920年代からディーゼル乗用車の試作を手がけた経験があったが、403ディーゼルの成功で、以後、メルセデス・ベンツとともにヨーロッパにおいてディーゼル乗用車を得意とする先進メーカーの地位を得た。
1960年に203が生産中止されると、その特殊なクロスフローヘッドを持つ1,290ccエンジンの圧縮比を高めて54馬力としたものを403ボディに搭載した廉価版「403sept（セット）」が投入され、廉価帯の空白を埋めた。外装が通常の403より簡素化され、フロントグリルが打ち抜き板のパネルに変更されていることで容易に区別できる。
同じ1960年には403自身にも後継モデルとなる404が登場しており、403はクーペやカブリオレをバリエーションから落とし、404の廉価モデルとして、全く新しい前輪駆動の204が登場した翌年の1966年まで生産が続行された。

## テレビでの活躍

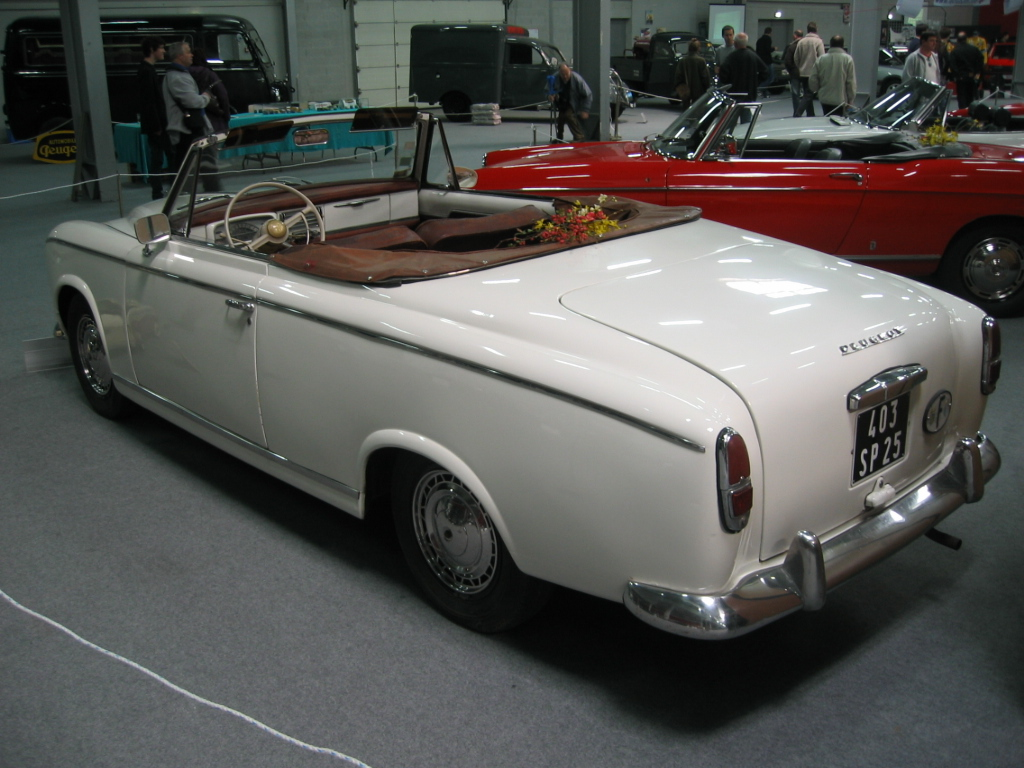
カブリオレ

アメリカ合衆国のテレビドラマ「刑事コロンボ」では、ピーター・フォーク扮する主人公・コロンボ警部補の愛車として、くたびれた403カブリオレがしばしば登場し、彼のライフスタイルを物語る小道具として存在感を放った。ピーター・フォークが自伝で語る起用の経緯によれば、シリーズのとあるエピソードの撮影に先立ち、自らがコロンボの自家用車のチョイスを任されたが、ガレージ一杯の劇用車のどれを見ても気に入らなかった中、ガレージの隅で色褪せてくたびれているうえに1輪がパンクしている403カブリオレに遭遇し、直感的に選んだものであったという。
403は劇中でしばしば不調を起こすが、コロンボはさして意に介する様子もなく、時には名無しの愛犬を助手席に載せ、自らの足として愛用し続けた。
コロンボの世界的な人気により、一時製作中断されていたシリーズは1989年から再開された（「新・刑事コロンボ」）が、この時、以前のシリーズの撮影で使用していた403はすでに廃棄されていた。新シリーズの製作スタッフは、コロンボの愛車として403こそが最も相応しいと判断し、様々な伝手をたどった末に、可動状態の403カブリオレを保有するコレクターから借用し撮影したという。

## 日本への輸入
403がプジョーの主力車種であった1950年代後半の日本では、外国製乗用車の輸入は厳しく規制されていたため、403が正規輸入されることはなかった。そのため、日本に存在する403は、駐留米軍人の持ち込みや、ヒストリックカーとして輸入されたものである。